# Obniżenie Orawsko-Podhalańskie

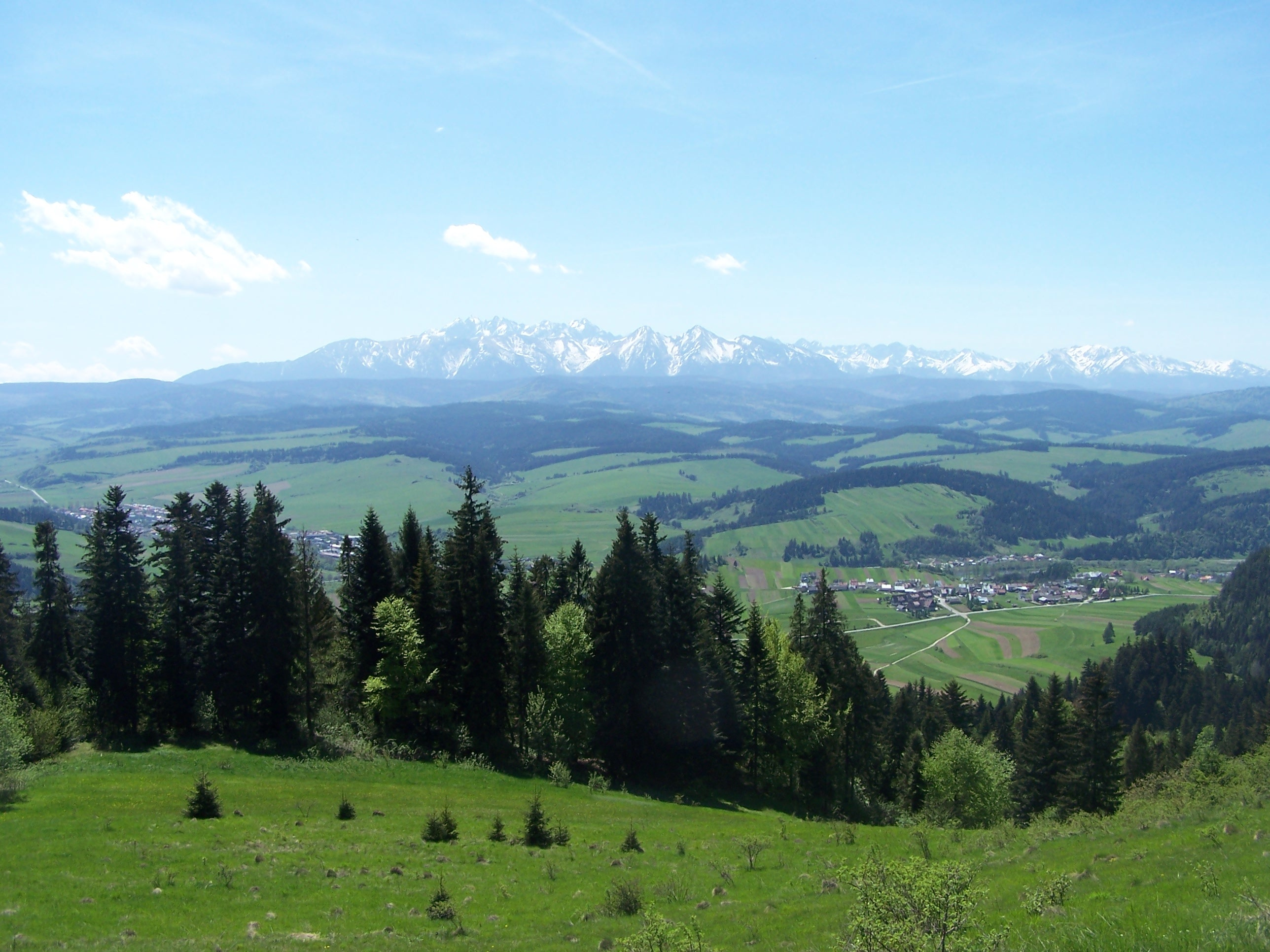
Blick von den Pieninen

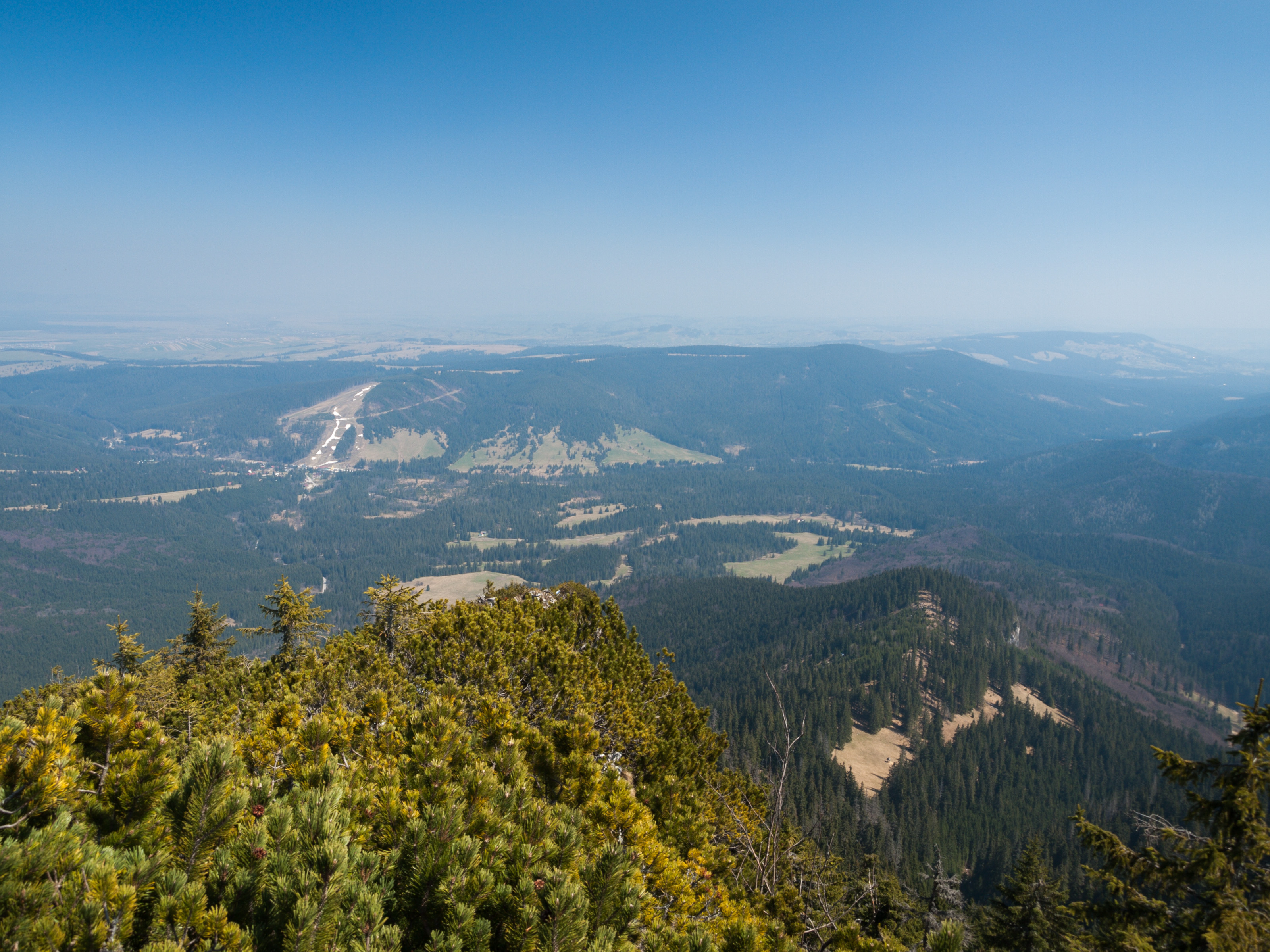
Untertatragraben

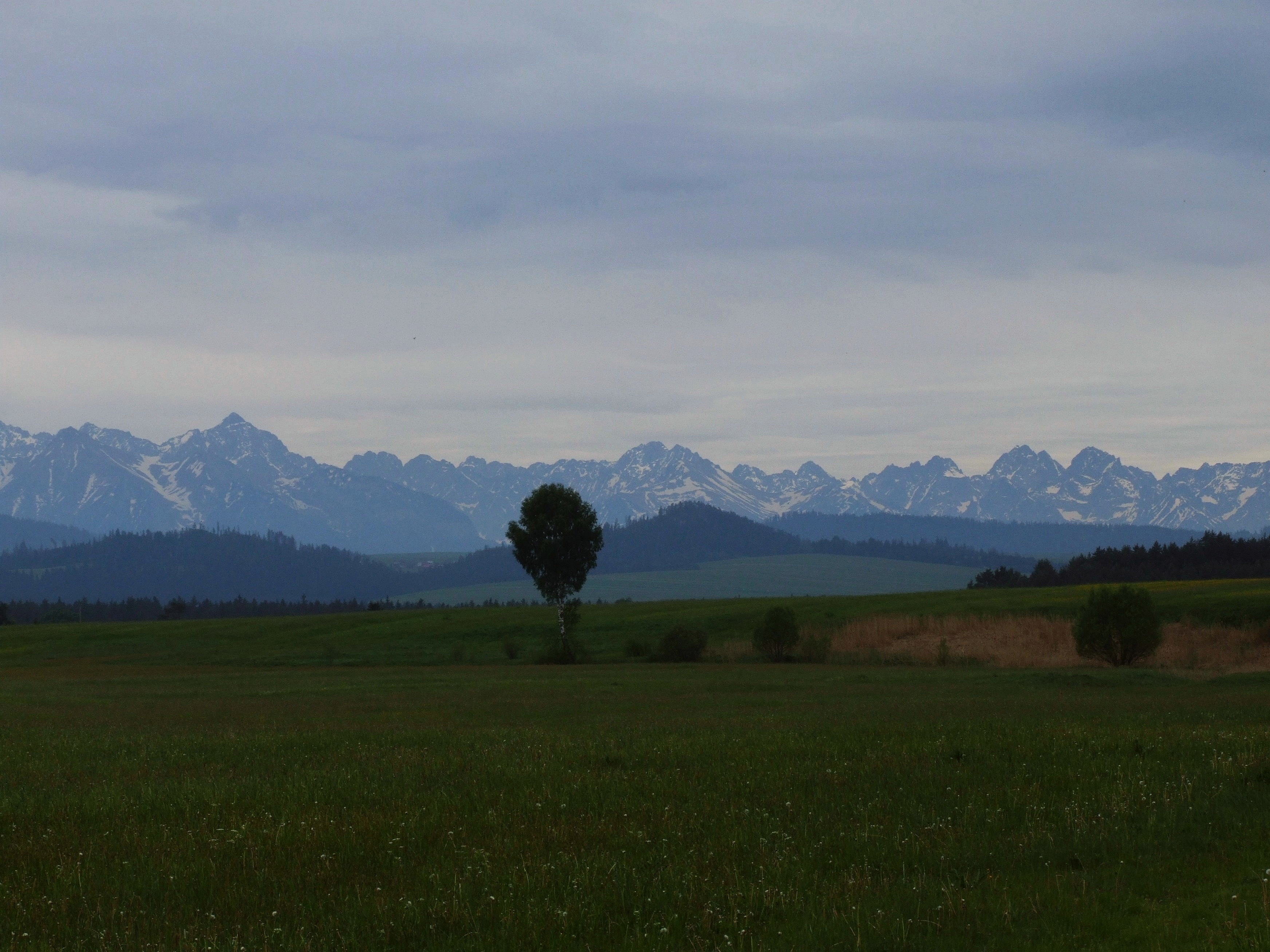
Arwa-Neumarkter Becken

Die Arwa-Neumarkter Senke (polnisch Obniżenie Orawsko-Podhalańskie) in Polen und der Slowakei ist eine große Senke in Kleinpolen und der Arwa in den Zentralen Westkarpaten zwischen der Tatra im Süden und den Westbeskiden im Norden. Es liegt auf einer Höhe von ca. 500 bis 1300 m ü. NHN. De Senke ist größtenteils gebirgig mit Mittelgebirgen, die mehr als 1300 m über NN erreichen.

## Geografie
Die Arwa-Neumarkter Senke teilt sich in einen Graben, zwei Gebirgszüge und ein Becken von Norden nach Süden:
- Pieniny  (Pieninen)
- Kotlina Orawsko-Nowotarska  (Arwa-Neumarkter Becken)
- Pogórze Spisko-Gubałowskie  (Zips-Gubałówka-Gebirge)
- Rów Podtatrzański (Untertatragraben)

Der östliche Teil der Senke entwässert über den Dunajec und die Weichsel in die Ostsee, der westliche Teil über die Arwa und Donau ins Schwarze Meer.

## Panorama

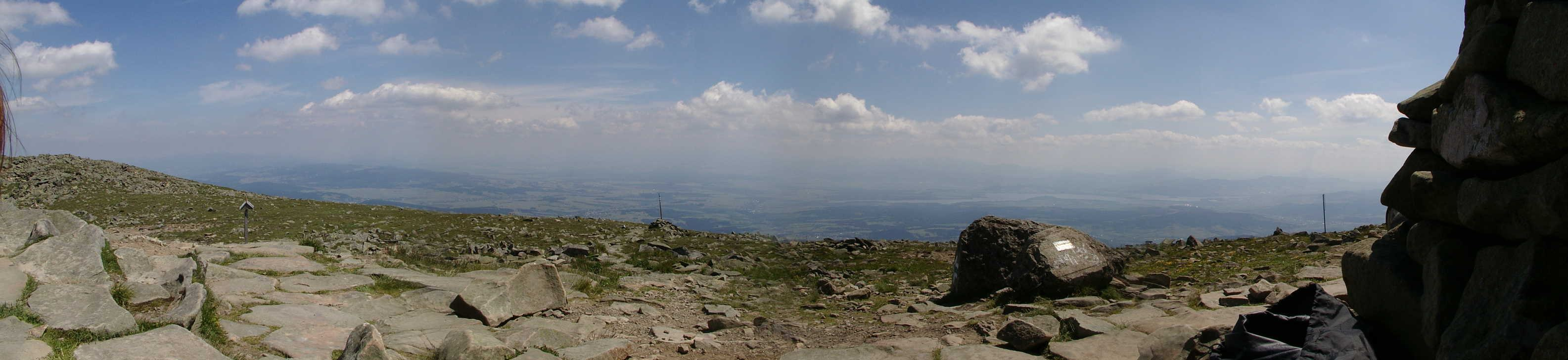
Panorama von der Babia Góra in der Mitte der Senke